# Паулі Рантасалмі
Паулі Еско Антеро Рантасалмі (фін. Pauli Esko Antero Rantasalmi; 1 травня 1979, Гельсинкі) — фінський гітарист, композитор, кінопродюсер. Відомий як соло-гітарист гурту The Rasmus. В січні 2022 року покинув гурт 
.
Зіграв епізодичну роль у стрічці «Тривале спекотне літо».
Живе в Сингапурі, хоча зберігає фінське громадянство.